# موویتا کاستاندا

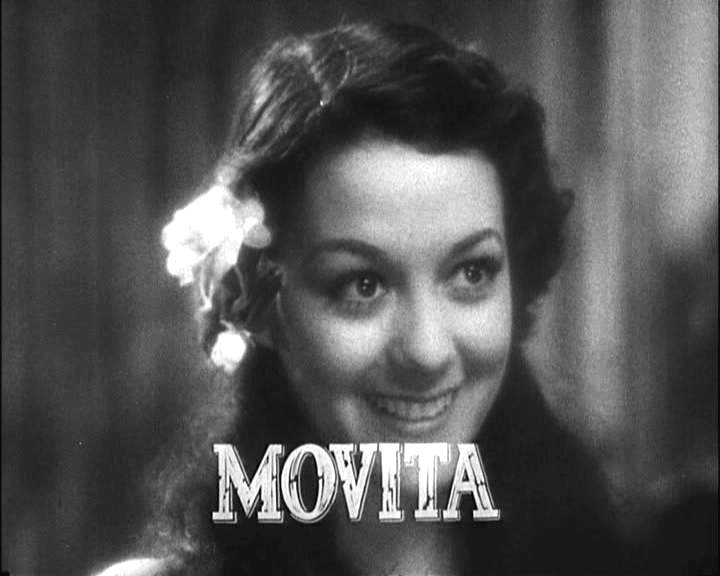
موویتا در صحنه‌ای از فیلم شورش در بونتی (۱۹۳۵)

موویتا کاستاندا (انگلیسی: Movita Castaneda؛ ‏ ۱۲ آوریل ۱۹۱۶ – ۱۲ فوریهٔ ۲۰۱۵) بازیگر اهل ایالات متحده آمریکا بود.

## گزیده فیلمشناسی
از فیلم‌ها یا برنامه‌های تلویزیونی که وی در آن نقش داشته‌است می‌توان به آثار زیر اشاره کرد.
- شورش در بونتی (۱۹۳۵)
- توفند (۱۹۳۷)
- دژ آپاچی (۱۹۴۸)
- الهه‌های انتقام (۱۹۵۰)